# (13724) Schwehm
(13724) Schwehm est un astéroïde de la ceinture principale.

## Description
(13724) Schwehm est un astéroïde de la ceinture principale. Il fut découvert le 27 août 1998 à la station Anderson Mesa par le programme LONEOS. Il présente une orbite caractérisée par un demi-grand axe de 2,34 UA, une excentricité de 0,19 et une inclinaison de 1,3° par rapport à l'écliptique.

## Compléments